# Mastertrim
Mastertrim – программное решение компании Siemens PLM Software для разработки сидений и элементов интерьера транспортных средств.

## История создания
Изначально Mastertrim был разработан компанией Vistagy. С начала 2000-х Mastertrim (тогда он назывался Seat Design Environment, SDE) начал использоваться на автомобильных предприятиях для проектирования сидений. В декабре 2011 года компания Vistagy стала частью компании Siemens PLM Software, и решение Mastertrim стало частью портфеля решений компании. 
Mastertrim предназначен для автоматизации процесса проектирования сидений, элементов интерьера и других изделий, требующих обивки материалом.

## См. Также
- Siemens PLM Software
- Vistagy